# Mandres (dystrykt Famagusta)
Mandres (gr. Μάντρες, tur. Ağıllar) – wieś na Cyprze, w dystrykcie Famagusta. Położona jest na terenie republiki Cypru Północnego.